# Atletismo nos Jogos Pan-Americanos de 1963 - Salto triplo masculino
A prova do salto triplo masculino nos Jogos Pan-Americanos de 1963 foi realizada em São Paulo, Brasil.

## Medalhistas
| Ouro                              | Prata                | Bronze                 |
| William Sharpe USA Estados Unidos | Ramón López CUB Cuba | Mario Gomes BRA Brasil |

## Resultados
| Posição           | Nome             | Nacionalidade      | Marca | Notas |
| ----------------- | ---------------- | ------------------ | ----- | ----- |
| Medalha de ouro   | William Sharpe   | USA Estados Unidos | 15.15 |       |
| Medalha de prata  | Ramón López      | CUB Cuba           | 15.08 |       |
| Medalha de bronze | Mario Gomes      | BRA Brasil         | 14.97 |       |
| 4                 | Herman Stokes    | USA Estados Unidos | 14.92 |       |
| 5                 | Silvio Moreira   | BRA Brasil         | 14.65 |       |
| 6                 | Víctor Hernández | CUB Cuba           | 14.31 |       |